# Rosa Merino
Rosa Merino (Lima, 1790 - Lima, 13 de enero de 1868) fue una soprano peruana de finales del siglo XVIII, considerada la primera intérprete del Himno Nacional del Perú.

## Biografía
En sus comienzos, se distinguió por la gracia con que modulaba las tonadillas a la moda; hasta que la fama la obtuvo en 1812, cuando actuó en la compañía lírica formada por Andrés Bolognesi, para cumplir una breve temporada en la opera La Isabela. 
Artista muy popular entre algunos sectores del pueblo peruano de aquella época, entre su repertorio se encuentra la canción patriótica La chicha. Tras un concurso auspiciado por el general José de San Martín, resultó elegida para interpretar por primera vez la "Marcha Nacional del Perú", como era conocida, en aquella época, el Himno Nacional del Perú, el domingo 23 de septiembre de 1821 en el Teatro Segura de Lima, ante la presencia de dicho general y los próceres de la independencia peruana que en esa fecha se encontraban en la capital. Su interpretación de las estrofas originales del poeta iqueño José de la Torre Ugarte, con música del maestro limeño José Bernardo Alcedo fue muy elogiada por los cronistas de la época. En sus últimos quince años continuó actuando en representaciones líricas y veladas de beneficencia.
Sus restos descansan en el Cementerio Presbítero Maestro de Lima, en el cuartel Santa Ana, letra “D”, número 97. En 1971, el catedrático y director de teatro de la Universidad Nacional Mayor de San Marcos (UNMSM), Guillermo Ugarte Chamorro, descubrió su tumba.